# Hans Cordes
Hans Cordes (* 21. Juni 1905 in Bielefeld; † 15. Februar 1995 in Radolfzell) war ein deutscher Bibliothekar.

## Leben und Wirken
Hans Cordes studierte Germanistik, Anglistik und Romanistik an der Universität Münster und promovierte dort 1930. Zugleich legte er das Staatsexamen für den höheren Schuldienst ab. Von 1931 bis 1933 war er Volontär an der Deutschen Bücherei in Leipzig. Der Prüfung für den höheren Dienst an wissenschaftlichen Bibliotheken folgte 1933 der Eintritt in die Deutsche Bücherei.
Anfang 1934 begann die Deutsche Bücherei unter der Leitung Cordes, der im selben Jahr auf Druck der SA beigetreten war und von den beiden ältesten und aktivsten Nationalsozialistinnen der Deutschen Bücherei unterstützt wurde, mit den Arbeiten an der bibliographischen Gesamtschau des NS-Schrifttums. Ein Antrag von Cordes aus dem Jahr 1937 um Aufnahme in der NSDAP wurde 1938 abgelehnt.:S. 913
Nach Kriegsdienst und französischer Gefangenschaft (1940 bis 1947) blieb Cordes aus familiären Gründen im südwestdeutschen Raum und war zunächst bis 1951 freiberuflich tätig. Im Jahr 1952 fand er bei der Bundesgerichtsbibliothek in Karlsruhe wieder eine Anstellung.:S. 134 Von 1956 bis 1957 war er kurze Zeit Leiter des Zentralkatalogs Baden-Württemberg. 1957 wurde er der erste deutsche Direktor der Universitätsbibliothek Saarbrücken, die er bis 1970 leitete. In seine Amtszeit erhielt die UB Saarbrücken von der Deutschen Forschungsgemeinschaft das Sondersammelgebiet Psychologie. Cordes war Mitglied im Bibliotheksausschuss der DFG und einige Zeit dessen Vorsitzender. 
1960 wurde er Honorarprofessor für Bibliothekswesen an der Universität des Saarlandes. Sein Nachfolger wurde Otwin Vinzent. 

## Schriften
- Heinrich Heines literarische Sendung im Spiegel zeitgenössischer deutscher Kritik. Dissertation Universität Münster 1930 (1935).
- Die Zentralkataloge der Bundesrepublik und die Coordination of Cataloguing Principles. In: Zeitschrift für Bibliothekswesen und Bibliographie, Bd. 7 (1960), S. 219–227.
- Les Catalogues collectifs de la République fédérale d'Allemagne et leur emploi au service du prêt interbibliothèque. In: Libri, Jg. 1963, S. 70–77.
- Die Universitätsbibliothek Saarbrücken. Bericht über die Jahre 1958 - 1962. Saarbrücken 1963.
- Zur Einschaltung der Zentralkataloge in den Leihverkehr. In: Zeitschrift für Bibliothekswesen und Bibliographie, Bd. 10 (1963), S. 156–159.